# Elecciones estatales de Tabasco de 1970
Las elecciones estatales de Tabasco de 1970 se llevaron a cabo el domingo 18 de octubre de 1970, y en ellas se renovaron los cargos siguientes:
- Gobernador de Tabasco. Titular del Poder Ejecutivo y del estado, electo para un período de 6 años no reelegibles en ningún caso, el candidato electo fue Mario Trujillo García.
- 17 Ayuntamientos. Compuestos por un Presidente Municipal y regidores electo para un período inmediato de tres años.

## Resultados Electorales

### Gobernador
- Mario Trujillo García  Hecho

### Ayuntamientos

#### Ayuntamiento de Villahermosa
- Roberto Rosado Sastre  Hecho